# 加倫基希
加倫基希是瑞士的城鎮，位於該國北部，由阿爾高州負責管轄，面積1.4平方公里，海拔高度565米，2011年人口133，五成半人口信奉基督教，人口密度每平方公里95人。

## 外部連結
- Official Website of Gallenkirch（页面存档备份，存于）